# ダイアウルフ
ダイアウルフ（異称：ダイアオオカミ、学名：Aenocyon dirus、英語名：Dire wolf）は、約30万- 約1万年前（新生代第四紀更新世中期- 完新世初期）のアメリカ大陸に棲息していた、ネコ目（食肉目）イヌ科に分類される絶滅種であり、既知のイヌ亜科では最大の種である。種小名の dirus はラテン語で「恐ろしい」の意。Aenocyon dirus dirusとAenocyon dirus guildayiの2亜種が知られている。

## 分類
従来、ダイアウルフは骨の形態の似たタイリクオオカミと近縁と思われていて、イヌ属に分類されCanis dirus（カニス・ディルス）とされていた。しかし、2021年1月に発表されたダイアウルフのゲノムを解析した論文では、ダイアウルフはタイリクオオカミとはそれほど近くなく、系統樹ではセグロジャッカルやヨコスジジャッカルよりも基部で分岐したと推定されている。約570万年前にタイリクオオカミの祖先から枝分かれした系統であるという。この論文では、ダイアウルフをイヌ属（Canis）でなく1918年に提案されたAenocyon属に分類することが提案された。　

## 特徴

### 分布
北アメリカ大陸南部と南アメリカ大陸北部の、草原から山林に渡る広範囲に棲息していた。近年では中国北東部のハルビン市付近からも産出例が報告されており、これは（北緯42度線以北での化石の発見が存在しなかったため）従来の仮説であった寒冷気候と北米大陸の氷床がダイアウルフの移動を制限していたという説を覆す発見となった。しかし、この標本が実際にダイアウルフに属するかについては疑問視する研究もある。
ダイアウルフは、マンモスステップの主要な捕食者でもあった。

### 形態
頭胴長約125センチメートル、尾長約60センチメートル、体高約80センチメートル。現生のタイリクオオカミの大型の亜種に近いサイズだが、よりどっしりとした体つきで、平均体重は現生の北米のタイリクオオカミの平均より重かったと推定されている。A. d. dirusはA. d. guildayiより四肢が長い。雄は現生のイヌ科の種に比べて際立って大きな陰茎骨を持っていた。頭部は幅広く、側頭窓と頬骨弓の拡大によって咬筋に大きな付着部を与えていた。また、顎は頑丈であり、タイリクオオカミより大きな歯を持っていた。

### 生態
本種は群れを形成する捕食者であったと推測されている。また、スミロドンの食べ残しも利用していたであろう事も考えられている。しかし、頭蓋骨や歯の形態から、骨を噛み砕くことはあまりなかったと考えられる。歯や骨格に性的二形があまりないため、タイリクオオカミのように一夫一妻であったと考えられる。
カリフォルニア州ロサンゼルスにあるラ・ブレア・タールピットにおいてスミロドンなどの他の動物とともに多数の化石が発見されている。タールに足をとられた草食動物を集団で襲い、同様に足をとられたものと思われる。

## 絶滅
ダイアウルフは最終氷期後に絶滅したとされる。ダイアウルフの最も年代が新しい化石は、ミズーリ州で発見された約9,440年前のものである。絶滅の要因として大型草食獣の絶滅、気候変動、ヒトを含む他種との競合などが考えられているが、はっきりしていない。

## 遺伝子工学による「復活」
2025年に、アメリカ・Colossal Biosciences社が遺伝子操作されたオオカミの仔3頭（en:Romulus, Remus, and Khaleesi）を誕生させ、「ダイアウルフの復活」として報道された。しかし、誇大宣伝だとして多くの科学者から批判を招いた。
タイリクオオカミに対し14の遺伝子に変異を20箇所導入することで、ダイアウルフに似た形質が付与されている。白い毛皮、大きな体、強靭な肩、広い頭、大きな歯と顎、筋肉質な脚、特徴的な発声（特に遠吠えと鼻鳴き）が特徴とされる。
公開されているダイアウルフ由来の変異箇所は以下の通りである。
- CORIN（英語版）
  - セリンプロテアーゼ。色素沈着に影響し、変異により毛色を薄くする。

- 複数遺伝子に影響するエンハンサー領域
  - HMGA2（英語版）（体の大きさに影響） MSRB3（耳や頭蓋骨の形状に影響）など複数の遺伝子に関与する。

- LCORL（英語版）
  - 体の大きさに影響する。

一方、ダイアウルフに存在する色素遺伝子(OCA2, SLC45A2, MITF)の変異は聴覚障害や失明につながるため見送られ、代わりに明るい毛色を可能にするMc1rとMFSD12の欠失によりダイアウルフ様の外見を実現している（実際のダイアウルフは赤毛であったという仮説があるが、Colossal社のCEOはこれを否定し白であったと考えている）。
MFSD12の第一エクソンへのミスセンス突然変異は、アフガン・ハウンドなど多くのイヌ品種で見つかっており、白色〜クリーム色の体毛をもたらすことが知られていたため選定されたと考えられる。
一方、Mc1rの機能低下バリアントはシベリアン・ハスキー、アラスカン・マラミュートや複数の古代イヌDNAから見つかっているが、タイリクオオカミからは見つかっておらず、ダイアウルフに関する報告もない。
ヒトの機能喪失型MC1rバリアントであるR151Cは、赤毛と白い肌をもたらす一方で、黒色腫とパーキンソン病のリスク増加につながることが知られている。

## 更新世オオカミ
更新世のシベリアなどに生息していたタイリクオオカミの系統のオオカミであり、ダイアウルフとは系統が異なる。日本列島で発見されてきた大型のオオカミの化石（青森県と静岡県など）は、ダイアウルフに匹敵する大きさではあったものの、分類的にはこの系統およびタイリクオオカミ自体、またはファルコナーオオカミに該当すると考えられている。

## ギャラリー

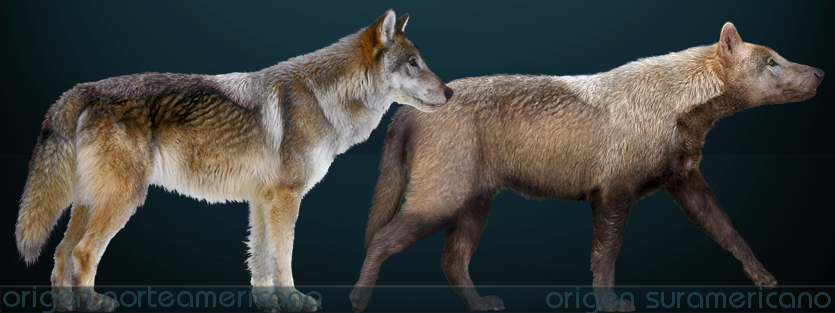
復元図（現生のタイリクオオカミとの比較）
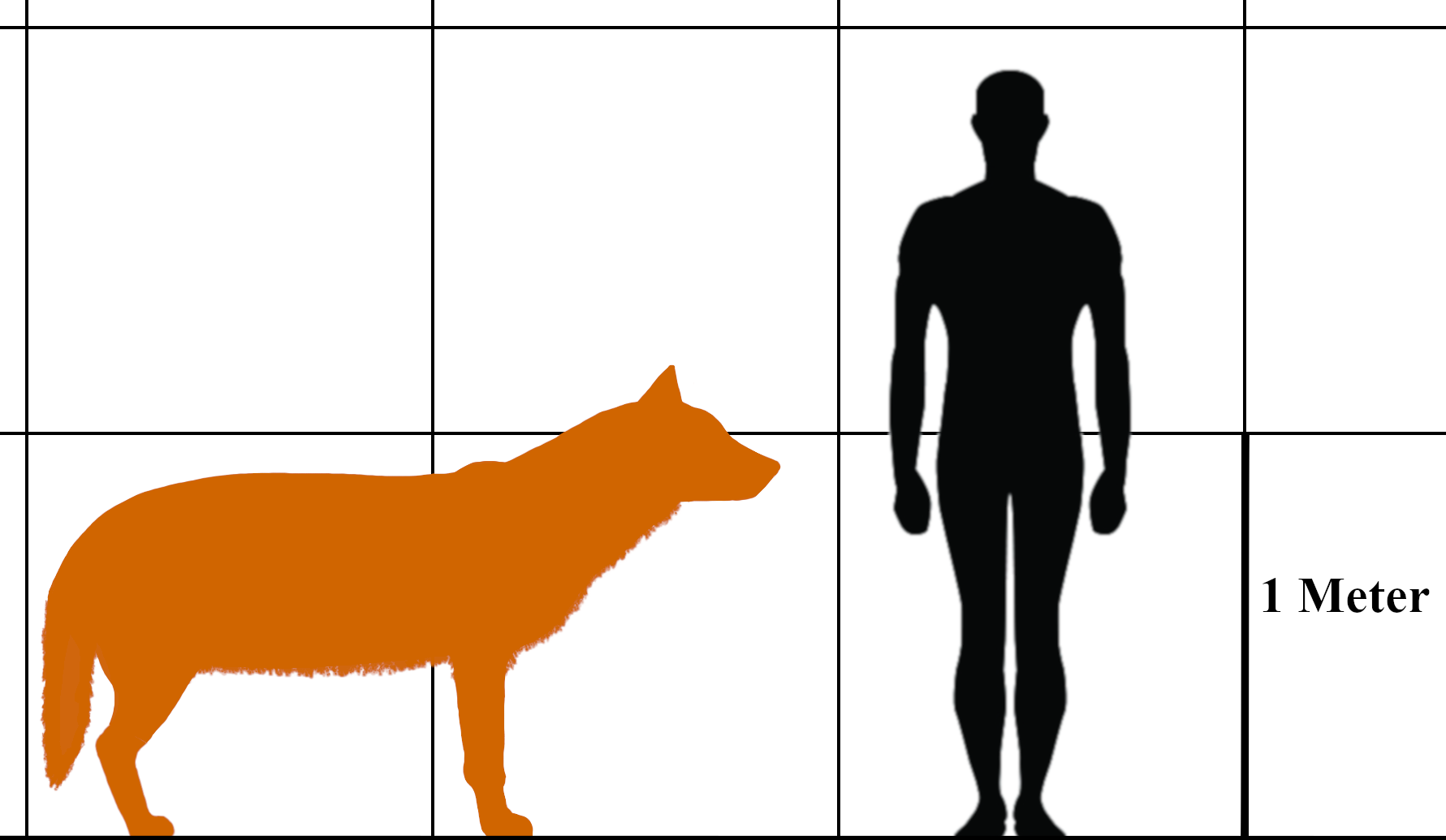
人とのサイズ比較
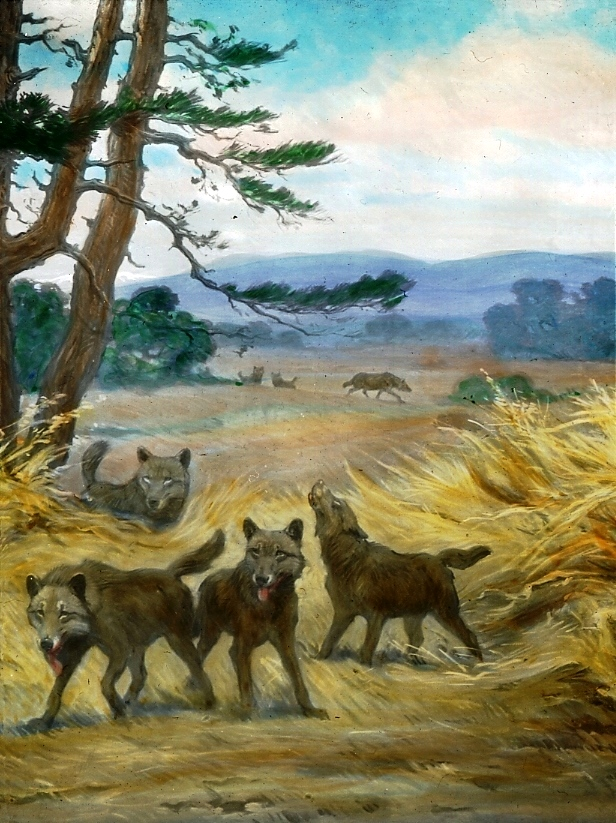
ランチョ・ラ・ブレアのダイアウルフ（1922年、チャールズ・ナイト（［英語版］）の手になる生態復元想像図）
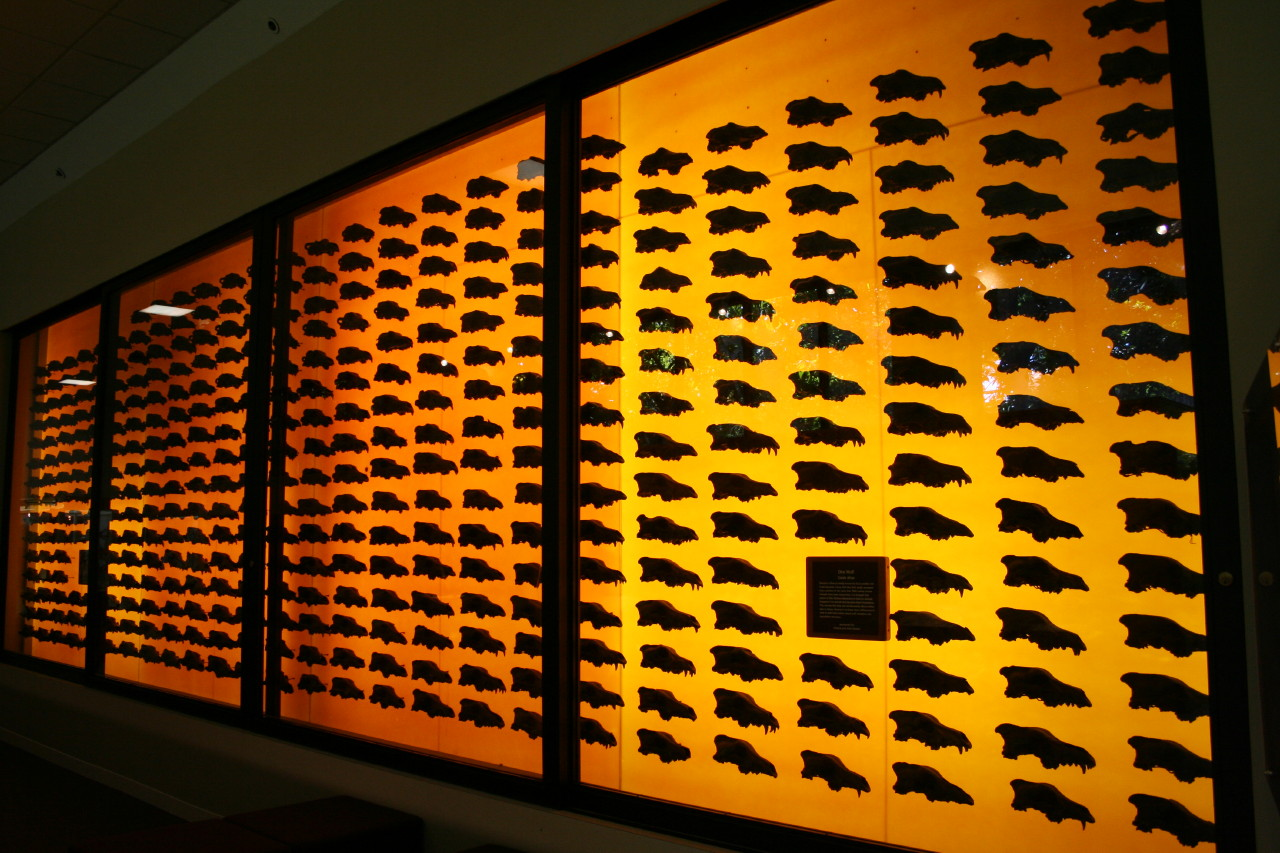
ランチョ・ラ・ブレア・タールピッツから発見されたダイアウルフの頭蓋骨化石の展示 （米国カリフォルニア州、ジョージ・C・ペイジ博物館）